# Mistrzostwa NCAA Division III w zapasach
Zawody zapaśnicze trzeciej co do znaczenia dywizji NCAA, czyli NCAA Division III. Turniej rozrywany od 1974 roku. Do finału kwalifikuje się osiemnastu najlepszych zawodników (w każdej kategorii wagowej) z sześciu regionalnych turniejów regionalnych.
Ośmioro najlepszych zawodników w każdej wadze zdobywa tytuł All-American.

## Edycje zawodów
| Rok  | Miasto             | Organizator                   | Zwycięzca                                   | Outstanding Wrestler                        |
| ---- | ------------------ | ----------------------------- | ------------------------------------------- | ------------------------------------------- |
| 1974 | Wilkes-Barre       | Wilkes University             | Wilkes University                           | Jim Fallis (Lakers)                         |
| 1975 | University Heights | John Carroll University       | John Carroll University                     | Nabil Guketlov (Red Hawks)                  |
| 1976 | Cedar Rapids       | Coe College                   | Montclair State University                  | Vince Tundo (Red Hawks)                     |
| 1977 | Binghamton         | Binghamton University         | The College at Brockport                    | Andy Zook (Marauders)                       |
| 1978 | Wheaton            | Wheaton College               | University at Buffalo                       | Ken Mallory (Red Hawks)                     |
| 1979 | Arcata             | Humboldt State University     | The College of New Jersey                   | Jeff Freedman (Eagles)                      |
| 1980 | New London         | US Coast Guard Academy        | The College at Brockport                    | Tom Jacoutot (Bulls)                        |
| 1981 | University Heights | John Carroll University       | The College of New Jersey                   | Jeff Bouslog (Norse)                        |
| 1982 | Cortland           | State University of New York  | The College at Brockport                    | Frank Famiano (Golden Eagles)               |
| 1983 | Wheaton            | Wheaton College               | The College at Brockport                    | Frank Famiano (Golden Eagles)               |
| 1984 | Binghamton         | Binghamton University         | The College of New Jersey                   | Bob Glaberman (Lions)                       |
| 1985 | Rock Island        | Augustana College             | The College of New Jersey                   | Tim Jacoutot (Lions)                        |
| 1986 | Trenton            | The College of New Jersey     | Montclair State University                  | Nick Milonas (Red Hawks)                    |
| 1987 | Buffalo            | University at Buffalo         | The College of New Jersey                   | John Monaco (Red Hawks)                     |
| 1988 | Wheaton            | Wheaton College               | St. Lawrence University                     | Tim Jacoutot (Lions)                        |
| 1989 | University Heights | John Carroll University       | Ithaca College                              | Pete Gonzalez (Red Hawks)                   |
| 1990 | Ithaca             | Ithaca College                | Ithaca College                              | Rob Llorca (Warhawks)                       |
| 1991 | Rock Island        | Augustana College             | Augsburg University                         | Rob Llorca (Warhawks)                       |
| 1992 | Trenton            | The College of New Jersey     | The College at Brockport                    | Peter Wang (Maroons) Raphael Wilson (Augie) |
| 1993 | New London         | US Coast Guard Academy        | Augsburg University                         | Gary Kroells (Auggies)                      |
| 1994 | Stevens Point      | University of Wisconsin       | Ithaca College                              | Raphael Wilson (Augie)                      |
| 1995 | Rock Island        | Augustana College             | Augsburg University                         | Tom Layte (Augie)                           |
| 1996 | Cortland           | State University of New York  | Wartburg College                            | Ron Vosburg (Golden Eagles)                 |
| 1997 | Ada                | Ohio Northern University      | Augsburg University                         | Aaron Fitt (Warriors)                       |
| 1998 | Dubuque            | Loras College                 | Augsburg University                         | Matt Hamill (Tigers)                        |
| 1999 | Trenton            | The College of New Jersey     | Wartburg College                            | Matt Hamill (Tigers)                        |
| 2000 | Ada                | Ohio Northern University      | Augsburg University                         | Josh Cagle (Augie)                          |
| 2001 | Waverly            | Wartburg College              | Augsburg University                         | Nick Ackerman (The Storm)                   |
| 2002 | Wilkes-Barre       | Wilkes University             | Augsburg University                         | Jimmy Wallace (Quakers)                     |
| 2003 | Ada                | Ohio Northern University      | Wartburg College                            | Rami Ratel (Red Hawks)                      |
| 2004 | Dubuque            | Loras College                 | Wartburg College                            | Joe Moon (Augie)                            |
| 2005 | Northfield         | St. Olaf College              | Augsburg University                         | Ryan Allen (Eagles)                         |
| 2006 | Trenton            | The College of New Jersey     | Wartburg College                            | Duane Bastress (Spartans)                   |
| 2007 | Dubuque            | Loras College                 | Augsburg University                         | Matt Pyle (Norse)                           |
| 2008 | Cedar Rapids       | Coe College & Cornell College | Wartburg College                            | Josh Chelf (Eagles)                         |
| 2009 | Cedar Rapids       | Coe College & Cornell College | Wartburg College                            | Michael Wilcox (Aggies)                     |
| 2010 | Cedar Rapids       | Coe College & Cornell College | Augsburg University                         | Vincent Renaut (Mariners)                   |
| 2011 | La Crosse          | University of Wisconsin       | Wartburg College                            | Myanganbayar Batsukh (Johnnies)             |
| 2012 | La Crosse          | University of Wisconsin       | Wartburg College                            | Kodie Silvestri (Knights)                   |
| 2013 | Cedar Rapids       | Cornell College               | Wartburg College                            | Greg Sanders (Falcons)                      |
| 2014 | Cedar Rapids       | Cornell College               | Wartburg College                            | Nazar Kulczycki (Titans)                    |
| 2015 | Hershey            | Elizabethtown College         | Augsburg University                         | Mike Fuenffinger (Augie)                    |
| 2016 | Cedar Rapids       | Coe College & Cornell College | Wartburg College                            | Riley Lefever (Little Giants)               |
| 2017 | La Crosse          | University of Wisconsin       | Wartburg College                            | Riley Lefever (Little Giants)               |
| 2018 | Cleveland          | ----                          | Wartburg College                            | Lucas Jeske (Augie)                         |
| 2019 | Roanoke            | Ferrum College                | Augsburg University                         | Jay Albis (Wildcats)                        |
| 2022 | Cedar Rapids       | ----                          | Wartburg College                            | Bradan Birt (Big Blue)                      |
| 2023 | Roanoke            | Ferrum College                | Augsburg University                         | Jaritt Shinhoster (Warhawks)                |
| 2024 | La Crosse          | University of Wisconsin       | Augsburg University                         | Chase Randall (Bears)                       |
| 2025 | Providence         | Johnson & Wales University    | Wartburg College Johnson & Wales University | Jared Stricker (Blugolds)                   |

## Liczba tytułów
(do 2025)
| Liczba wygranych | Szkoła                     | Zespół        |
| ---------------- | -------------------------- | ------------- |
| 16.              | Wartburg College           | Knights       |
| 15.              | Augsburg University        | Auggies       |
| 5.               | The College at Brockport   | Golden Eagles |
| 5.               | The College of New Jersey  | Lions         |
| 3.               | Ithaca College             | Bombers       |
| 2.               | Montclair State University | Red Hawks     |
| 1.               | University at Buffalo      | Bulls         |
| 1.               | John Carroll University    | Blue Streaks  |
| 1.               | St. Lawrence University    | Saints        |
| 1.               | Wilkes University          | Colonels      |
| 1.               | Johnson & Wales University | Wildcats      |